# Terceiro Comendo Puro
Terceiro Comando Puro er en brasiliansk kriminel organisation i Rio de Janiero. Den blev splittet fra Terceiro Comando i 2002.
Gruppen opererer i de nordlige og østlige områder af byen, specielt i nærheden af Senador Camará,